# Droga wojewódzka 683
Die Droga wojewódzka 683 (DW 683) ist eine 20 Kilometer lange Droga wojewódzka (Woiwodschaftsstraße) in der polnischen Woiwodschaft Masowien, die die Prażmów und Dębówka verbindet. Die Strecke liegt im Powiat Piaseczyński.

## Streckenverlauf
Woiwodschaft Masowien, Powiat Piaseczyński
-  Prażmów (DW 722)
- Wola Prażmowska
- Wola Wągrodzka
- Wągrodno
- Uwieliny
- Gabryelin
- Julianów
- Czachówek
- Sobików
-  Dębówka (DK 50)